# Colonia Menonita las Bombas
Colonia Menonita las Bombas är en ort i Mexiko.   Den ligger i kommunen Aldama och delstaten Chihuahua, i den norra delen av landet, 1 200 km nordväst om huvudstaden Mexico City. Colonia Menonita las Bombas ligger 1 166 meter över havet och antalet invånare är 318.
Terrängen runt Colonia Menonita las Bombas är platt, och sluttar norrut.  Trakten runt Colonia Menonita las Bombas är nära nog obefolkad, med mindre än två invånare per kvadratkilometer. Närmaste större samhälle är Nueva Holanda, 13,6 km nordost om Colonia Menonita las Bombas. Omgivningarna runt Colonia Menonita las Bombas är i huvudsak ett öppet busklandskap.